# Maria de Belém Roseira
Maria de Belém Roseira Martins Coelho Henriques de Pina (Oporto, 28 de julio de 1949) es una política portuguesa del Partido Socialista (PS).

## Biografía
Nacida en Oporto el 28 de julio de 1949, se licenció en Derecho en 1972 en la Universidad de Coímbra.
Miembro del Partido Socialista desde 1976, fue elegida diputada de la Asamblea de la República en la viii, ix, x, xi y xii legislaturas por los distritos de Oporto, Aveiro y Lisboa.
Fue ministra de Salud durante el primer gobierno de António Guterres entre el 28 de octubre de 1995 y el 25 de octubre de 1999, para después pasar a hacerse cargo de la nueva cartera de Igualdad, que sería abolida en septiembre del 2000.
Se convirtió en Presidente del Partido Socialista en 2011, a propuesta de António José Seguro, siendo a su vez sucedida por Carlos César en 2014.
Se presentó candidata a las elecciones presidenciales de 2016, recibiendo su candidatura el apoyo, entre otros, del médico y expresidente de la comunidad judía en Portugal Joshua Ruah y de la sexóloga Marta Crawford.